# Telegatti 2000
La 17ª edizione del Gran Premio Internazionale dello Spettacolo si è tenuta a Milano, al Teatro Ventaglio Nazionale, il 16 maggio 2000. Conduttori della serata sono stati Paolo Bonolis e Raffaella Carrà.
Mattatore della serata è stato Luca Laurenti, con ben quattro premi, come personaggio maschile dell'anno, due volte con Striscia la notizia e Buona Domenica. Da Hollywood l'attore James Coburn per il Telegatto alla carriera, George Clooney e Danny DeVito. Momenti di comicità sono stati regalati da Aldo, Giovanni e Giacomo insieme a Danny DeVito; Giorgio Panariello, personaggio rivelazione, ha salutato il premio dicendo “spero non sia l'ultimo Telegatto: vincerei anche quello come personaggio femminile dell'anno...”.

## Vincitori
I premi sono assegnati alle trasmissioni andate in onda l'anno precedente alla cerimonia. Di seguito vengono elencate le varie categorie di premi, e i rispettivi vincitori dell'anno.

### Personaggio femminile dell'anno
- Simona Ventura

### Personaggio maschile dell'anno
- Luca Laurenti

### Personaggio rivelazione dell'anno
- Giorgio Panariello

### Telegatto alla carriera
- A James Coburn

### Trasmissione dell'anno
- Striscia la notizia, Canale 5

### Miglior trasmissione straniera
- Walker Texas Ranger, trasmesso su Italia 1

### Miglior film TV
- Le ali della vita, Canale 5

### Miglior serie televisiva italiana
- Un medico in famiglia, Rai 1

### Premio TV utile
- Trenta ore per la vita, Canale 5

### Miglior trasmissione di informazione e cultura
- La macchina del tempo, Rete 4

### Miglior trasmissione di giochi e quiz TV
- Passaparola, Canale 5

### Miglior evento in TV
- Aldo, Giovanni e Giacomo Show, Canale 5

### Miglior talk show
- C'è posta per te, Canale 5

### Miglior trasmissione di satira TV
- Striscia la notizia, Canale 5

### Miglior trasmissione di varietà
- Buona Domenica, Canale 5

### Miglior soap opera
- Vivere, Canale 5

### Miglior trasmissione musicale
- Sarabanda, Italia 1

### Miglior trasmissione sportiva
- Quelli che... il calcio, Rai 2

### Miglior trasmissione per ragazzi
- I Simpson, trasmesso su Italia 1

### Premio speciale per il cinema in TV
- A George Clooney

### Premio beneficenza
- All'Associazione Pediatrica ai bambini malati di AIDS

### Lettore di TV Sorrisi e Canzoni
- Alla signora Emma Baratto

## Statistiche emittente/vittorie
- Rai 1   1 premio
- Rai 2   1 premio
- Rai 3    nessun premio

Totale Rai: 2 Telegatti
- Canale 5   9 premi
- Italia 1      2 premi
- Rete 4     1 premio

Totale Mediaset: 12 Telegatti

## Un anno di TV in due minuti
Il video d'apertura di questa edizione con il meglio della televisione della stagione 1999/2000 è accompagnata dalla canzone Cartoon Heroes degli Aqua.